# 劉敬先
廬陵恭王劉敬先（？—465年），本名敬秀，劉宋廬陵昭王劉紹養子，南平王劉鑠第三子。
元嘉二十九年（452年），出繼廬陵昭王劉紹為廬陵王。因養母為褚秀之孫女，因而避諱「秀」字，改名敬先。景和元年（465年），前廢帝劉子業召其母南平王妃江氏入宮，使左右於前逼迫之，江氏不肯受命。劉子業謂曰：「若不從，當殺汝三子。」江氏仍然不肯。於是派遣使者於其府第殺死劉敬先及他的兩位兄長南平王劉敬猷與安南侯劉敬淵，鞭打江氏一百。當晚劉子業被劉彧與壽寂之合謀弒殺。宋明帝劉彧即位後，追贈劉敬先為中書侍郎，諡號為恭。劉敬先無子，明帝以孝武帝劉駿第二十一子晉熙王劉子輿（字孝文）為劉紹之嗣，封為廬陵王。